# Charlotte Savary
Pour les articles homonymes, voir Savary.
Charlotte Savary, née le 24 décembre 1979 à Saint-Germain-en-Laye, est une auteur-compositrice-interprète française. Connue pour son timbre de voix si particulier et son vibrato léger et rapide, elle chante en français et en anglais dans divers projets pop, folk, electro, hip-hop, jazz. Elle s'est notamment distinguée pour sa participation au projet Wax Tailor en tant que chanteuse featuring sur album et sur scène.
Son dernier groupe en date, SEYES, a sorti son premier album "Beauty Dies" en 2020.

## Parcours musical
- Clover : le duo se forme en 2002 avec le compositeur Garin Le Thuc. Lors de l'enregistrement du premier album par Laurent Collat, elle fait la rencontre de Wax Tailor. Le groupe Clover sort un unique album en octobre 2004 : World's End Lane" (Undercover/Naïve).

- Wax Tailor : chanteuse featuring du projet trip-hop depuis 2004, Charlotte Savary participe au 1er album Tales of the Forgotten Melodies (Lab'oratoire/Naïve) en 2005. Depuis, elle est présente sur tous les albums et tournées de l’artiste et l'accompagne sur des tournées mondiales.

- Felipecha (folk française) : Charlotte Savary et Philippe Chevallier se rencontrent durant leurs études et forment un duo chanson. Ils sortent un 1er album en 2008, De fil en aiguille" (At(h)ome/Wagram) puis un 2e album en 2011 : Les Lignes de Fuite (At(h)ome/Wagram).

- Uncovered QOTSA : interprète scène du projet de reprises de Queens of the Stone Age d'Olivier Libaux (Nouvelle Vague) en 2013 aux côtés de Nathalie Réaux et Karen Lano.

- Meeting Point : interprète et co-compositrice de ce projet de création scénique éphémère à la rencontre de l'Afro jazz, de la pop et de l'électro avec Marine Thibault (flute, chœurs, machines) et Hilaire Penda (basse). Ils ont fait trois concerts uniques en 2015.

- SOLO : interprète et compositrice de Seasons, son 1er album solo sorti en octobre 2016. L'album évoque une relation amoureuse entrelacée dans les saisons.
- SEYES : chanteuse du duo avec Marine Thibault, rencontrée au sein de Wax Tailor. Leur premier album "Beauty Dies" est sorti en Janvier 2020.

## Discographie
- 2004 : Clover - World's End Lane
- 2004 : Wax Tailor - Lost The Way (EP)
- 2005 : Wax Tailor - Tales Of The Forgotten Melodies (sur le morceau Our Dance)
- 2006 : Wax Tailor - Our Dance / Walk the Line (EP)
- 2007 : Wax Tailor - Hope and Sorrow (sur les morceaux The Man with no Soul, To Dry Up et Alien in my Belly)
- 2007 : Wax Tailor - The Games You Play / To Dry up (EP)
- 2008 : Felipecha - De Fil en aiguille
- 2009 : Wax Tailor - In the Mood for Life (sur les morceaux Dragon Chaser, Fireflies, Go Without Me et Greenfields)
- 2011 : Felipecha - Les Lignes de fuite
- 2012 : Wax Tailor - Dusty Rainbow from the Dark (sur le morceau Dusty Rainbow From The Dark)
- 2014 : Wax Tailor & The Phonovison Symphony Orchestra - Live
- 2016 : Charlotte Savary - Seasons
- 2016 : Wax Tailor & The Phonovison Symphony Orchestra - By Any Beats Necessary (14 octobre) (sur le morceau Bleed Away en duo avec Tricky)
- 2020 : SEYES - "Beauty Dies", premier album du duo avec Marine Thibault.
- 2020 : DENDANA : "Je n'ai pas les mots" (sur les morceaux "Rising Of The Veil" et "Tout finira", chœurs sur tout l'album)